# Fonction de Cobb-Douglas
 (novembre 2016).
Si vous disposez d'ouvrages ou d'articles de référence ou si vous connaissez des sites web de qualité traitant du thème abordé ici, merci de compléter l'article en donnant les références utiles à sa vérifiabilité et en les liant à la section « Notes et références ».
La fonction de Cobb-Douglas est une fonction utilisée en économie et en économétrie comme modèle de fonction de production. Elle permet de représenter les effets de la technologie sur deux ou plusieurs facteurs de production (notamment le capital physique et le capital travail) et sur l'output qu'ils permettent.
Elle a été proposée et testée économétriquement par l'économiste américain Paul Douglas et le mathématicien américain Charles Cobb en 1928. Elle est parfois utilisée pour représenter le lien entre intrant et extrant[Quoi ?]. D'un point de vue mathématique, c'est une simple moyenne géométrique pondérée.

## Historique
Philip Wicksteed introduit le concept de fonction de production en 1894. Dans son esprit, la fonction de production se rapporte à une production déterminée, elle est microéconomique; en outre, elle comporte une multitude d'inputs car Wicksteed rejette explicitement la possibilité de grouper les inputs en des ensembles plus larges: chaque input devait pouvoir être mesuré en son unité physique.
En 1928, Cobb et Douglas publient l'article "A Theory of Production" devenu célèbre[réf. nécessaire], dans lequel, d'une part ils mettent en avant une forme fonctionnelle déterminée (déjà conçue par Wicksell) et d'autre part, ils soumettent le concept de fonction de production à une double agrégation: d'abord, la fonction concerne l'ensemble de la production manufacturière américaine: elle devient macroéconomique; ensuite, ils ne conservent que deux inputs génériques : le capital et le travail.
Le travail de Cobb et Douglas est économétrique. À partir des statistiques relatives à la production manufacturière américaine entre 1899 et 1922, les auteurs déterminent les indices (1899 = indice 100) de l'emploi, du capital installé et de la production. Sur ces données, ils effectuent une régression par la méthode des moindres carrés et obtiennent ainsi l'équation :
PF = 1,01.K1/4.L3/4
PF est l'indice calculé de la production, K est l'indice du capital et L est l'indice de l'emploi. Puisque les dérivées partielles de la fonction de production par rapport à K et L donnent la productivité marginale des facteurs considérés, et donc leur rémunération unitaire, il est possible de montrer que les exposants de K et L dans la fonction de Cobb-Douglas représentent les parts relatives de ces facteurs dans la production totale. Si la somme de ces exposants vaut 1, il y a épuisement du produit, ce que Cobb et Douglas posent comme hypothèse dans le présent article[pas clair].
Le but de Cobb et Douglas est de démontrer empiriquement la validité de la théorie qui égalise les rémunérations des facteurs avec leur productivité marginale. Le moyen utilisé consiste à prouver que leur équation représente correctement la réalité économique étudiée.
Les résultats de ce test[pas clair] sont les suivants :
- la répartition 1/4 pour le capital et 3/4 pour le travail correspond au résultat d'autres études empiriques[Lesquelles ?]
- la corrélation entre l'indice calculé de la production PF et l'indice P de la production constaté empiriquement[Où ?] est bon, même après neutralisation du trend croissant[pas clair]. Les deux indices suivent le cycle conjoncturel[Quoi ?], mais PF de façon moins accentuée que P, car les statistiques du capital ne rendent pas compte des capacités inutilisées lors des récessions et parce que la mesure de l'emploi en hommes plutôt qu'en hommes/heures[pas clair] ne rend pas compte des heures supplémentaires.
- par contre, le test comparant le salaire calculé et le salaire constaté se révèle moins bon,

Après leur article de 1928, Cobb et Douglas, tantôt ensemble, tantôt séparément et parfois en commun avec d'autres économistes continuent le travail économétrique sur les mêmes données ou sur d'autres données. Ils apportent principalement deux améliorations:
- La somme des exposants égale à l'unité n'est plus imposée. Les deux exposants varient librement. Mais les résultats confirment une somme proche de l'unité.
- L'analyse sur des séries temporelles est remplacée sur une analyse cross-sectionnelle[Quoi ?] envisageant les différents secteurs de production.

## Forme générale
La forme générale de la fonction de Cobb-Douglas est la suivante :
{\displaystyle \,y=c\cdot \prod _{i}x_{i}^{a_{i}}} où {\displaystyle \,c}, {\displaystyle \,a_{i}} > 0
L'indice {\displaystyle i} correspond aux facteurs de production, par exemple les quantités de travail ou de capital utilisées pour produire un bien.
Si la somme des coefficients {\displaystyle a_{i}} est égale à 1, alors la fonction de production correspond à un rendement d'échelle constant. Si cette somme est inférieure à 1, les rendements d'échelle sont décroissants, et si elle est supérieure à 1, ils sont croissants.
Cette forme peut être linéarisée de la manière suivante :
{\displaystyle \,\ln(y)=\ln(c)+\sum _{i}{a_{i}\cdot \ln(x_{i})}}
La fonction de Cobb-Douglas peut s'appliquer à la fonction de production ou à la fonction d'utilité.

## Fonction de production

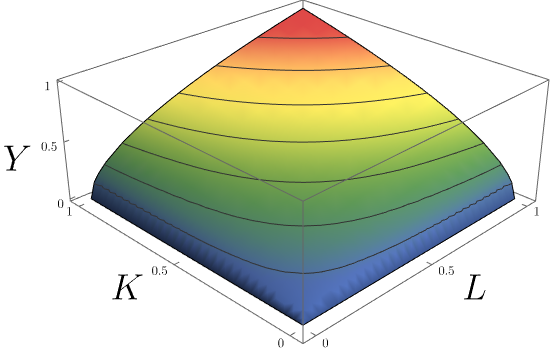
Exemple de la fonction de Cobb-Douglas.

Dans le cadre d'une fonction de production à deux facteurs, la forme généralement retenue est de la forme suivante :
{\displaystyle \,Y=c\cdot K^{\alpha }\cdot L^{\beta }}
où
- Y correspond au niveau de production
- K à celui du capital
- L à celui du travail
- c, α et β sont des constantes déterminées par la technologie.

Dans le cadre du modèle de la concurrence pure et parfaite, les coefficients α et β correspondent à la répartition des revenus entre le travail et le capital.

### Paramètres
Les études statistiques de la cohérence de ce modèle, effectuées par Cobb et Douglas, montrent aussi que la clé de répartition[C'est-à-dire ?] des revenus entre le travail et le capital est constante au cours du temps dans les pays développés. Cependant, cette constance, clairement établie à l'époque[réf. souhaitée], est aujourd'hui remise en cause[réf. souhaitée].

### Rendements d'échelles
La fonction de production Cobb-Douglas peut admettre différents types de rendements d'échelles en fonction des coefficients α et β précédemment déterminés. On note ainsi la forme de la fonction Cobb-Douglas suivante :
{\displaystyle y(x_{1};x_{2})=A*x_{1}^{\alpha }*x_{2}^{\beta }} ,
- {\displaystyle y(x_{1};x_{2})} correspond à la fonction de production.
- {\displaystyle A*x_{1}a^{\alpha }*x_{2}^{\beta }} fonction de type Cobb-Douglas typique dans le cadre de la théorie du producteur.

Soit {\displaystyle \lambda } un coefficient strictement supérieur à 1.
Afin de déterminer les rendements d'échelle correspondant aux cas de la fonction Cobb-Douglas, nous allons effectuer une comparaison entre la fonction de production injectée de la multiplication dans la même proportion des quantités d'inputs et entre la fonction de production multipliée par la même quantité avec laquelle les quantités d'inputs ont été multipliés.
{\displaystyle \lambda y(x_{1};x_{2})=\lambda A*x_{1}^{\alpha }*x_{2}^{\beta }}
{\displaystyle y(\lambda x_{1};\lambda x_{2})=\lambda ^{\alpha +\beta }A*x_{1}^{\alpha }*x_{2}^{\beta }}
- Si {\displaystyle \alpha +\beta <1}, les rendements d'échelles sont décroissants, car {\displaystyle \lambda y(x_{1};x_{2})>y(\lambda x_{1};\lambda x_{2})}
- Si {\displaystyle \alpha +\beta >1}, les rendements d'échelles sont croissants, car {\displaystyle \lambda y(x_{1};x_{2})<y(\lambda x_{1};\lambda x_{2})}
- Si {\displaystyle \alpha +\beta =1}, les rendements d'échelles sont constants, car {\displaystyle \lambda y(x_{1};x_{2})=y(\lambda x_{1};\lambda x_{2})}

## Cas des rendements d'échelle constants
En modélisation économique, on utilise fréquemment la fonction particulière suivante :
{\displaystyle Y=c\cdot K^{\alpha }\cdot L^{1-\alpha }}
Dans ce cas particulier (où la somme des coefficients est égale à 1), les rendements d'échelle sont constants (mathématiquement, la fonction est homogène de degré 1), ce qui signifie que si le niveau de tous les intrants (inputs) est augmenté d'un même pourcentage, celui des extrants (outputs) augmentera de ce pourcentage.
Sur base de l'hypothèse précédente (fonction homogène au premier ordre), on peut mettre en évidence quelques caractéristiques du processus de production en ayant recours aux propriétés mathématiques.

### Les élasticités
En ayant recours aux élasticités de la production par rapport à chacun des facteurs (le travail L et le capital K), on constate que ces élasticités valent les exposants de ces facteurs dans la fonction. Pour rappel, ces élasticités mesurent la sensibilité de réaction de la production à des modifications initiales de ces facteurs. Par exemple pour le facteur K on a :
{\displaystyle \varepsilon (Y,K)={\frac {\partial Y/\partial K}{Y/K}}={\frac {c\cdot \alpha \cdot K^{\alpha -1}/L^{\alpha -1}}{c\cdot K^{\alpha -1}/L^{\alpha -1}}}=\alpha }.
De même :
{\displaystyle \varepsilon (Y,L)=1-\alpha }

### Les productivités marginales
Les productivités marginales de chacun des facteurs sont fonction des proportions des quantités utilisées des deux facteurs.
La productivité marginale de chaque facteur dépend donc du rapport de son utilisation avec l'autre.
{\displaystyle {\frac {\partial Y}{\partial K}}=c\cdot \alpha \cdot \left({\frac {K}{L}}\right)^{\alpha -1}\,}
         
        
        
{\displaystyle {\frac {\partial Y}{\partial L}}=c\cdot (1-\alpha )\cdot \left({\frac {K}{L}}\right)^{\alpha }\,}

De plus, lorsqu'on augmente l'utilisation d'un facteur, la productivité marginale de ce dernier diminue, et la productivité marginale de l'autre facteur croît.
Pour démontrer cela, il suffit de dériver la fonction de production par rapport aux deux variables :
{\displaystyle {\frac {\partial ^{2}Y}{\partial K\partial L}}={\frac {\alpha \cdot (1-\alpha )\cdot Y}{K\cdot L}}\,}

avec {\displaystyle \alpha \cdot (1-\alpha )>0\,}.

### Les productivités moyennes
Tout comme les productivités marginales, les productivités moyennes de chacun des facteurs sont fonction des proportions des quantités utilisées des deux facteurs.
La productivité moyenne de chaque facteur dépend donc du rapport de son utilisation avec l'autre.
{\displaystyle {\frac {Y}{K}}=c\cdot \left({\frac {K}{L}}\right)^{\alpha -1}\,}
         
        
        
{\displaystyle {\frac {Y}{L}}=c\cdot \left({\frac {K}{L}}\right)^{\alpha }\,}

### Rendements décroissants
En ayant recours aux dérivées secondes, nous pouvons faire apparaître une formulation mathématique de la loi des rendements décroissants :
{\displaystyle {\frac {\partial ^{2}Y}{\partial K^{2}}}=\alpha \cdot (\alpha -1)\cdot {\frac {Y}{K^{2}}}\,}
         
        
        
{\displaystyle {\frac {\partial ^{2}Y}{\partial L^{2}}}=\alpha \cdot (\alpha -1)\cdot {\frac {Y}{L^{2}}}\,}

avec {\displaystyle \alpha \cdot (\alpha -1)<0\,}. La productivité marginale d'un facteur diminue lorsqu'on accroît son utilisation.

## Relation avec la fonction CES
La fonction de Cobb-Douglas correspond au cas particulier d'une fonction à élasticité constante, communément appelée fonction de production CES (pour Constant Elasticity of Substitution), quand l'élasticité tend vers 1.
Pour le démontrer, une façon est d'utiliser la règle de l'Hôpital.

### Fonction de production trans-log
La fonction de production trans-log est une approximation de la fonction CES par un polynôme de Taylor de second ordre autour de {\displaystyle \gamma =0}, c'est-à-dire dans le cas de Cobb–Douglas,. L'expression « trans-log » est l'abrégé de l'expression anglaise « transcendental logarithmic » (pour logarithmique transcendantal). On l'utilise souvent en économétrie du fait du caractère linéaire de ses paramètres, ce qui permet de lui appliquer la méthode des moindres carrés ordinaire.
Dans le cas à deux facteurs, la fonction de production trans-log s'écrit comme suit :
{\displaystyle {\begin{aligned}\ln(Y)&=\ln(A)+\alpha \ln(K)+(1-\alpha )\ln(L)+{\frac {1}{2}}\gamma \alpha (1-\alpha )\left[\ln(K)-\ln(L)\right]^{2}\\&=\ln(A)+a_{K}\ln(K)+a_{L}\ln(L)+b_{KK}\ln ^{2}(K)+b_{LL}\ln ^{2}(L)+b_{KL}\ln(K)\ln(L)\end{aligned}}}
où {\displaystyle a_{K}}, {\displaystyle a_{L}}, {\displaystyle b_{KK}}, {\displaystyle b_{LL}} et {\displaystyle b_{KL}} sont définis de manière adaptée.
Dans le cas à trois facteurs, la fonction de production trans-log s'écrit comme suit :
{\displaystyle {\begin{aligned}\ln(Y)&=\ln(A)+a_{L}\ln(L)+a_{K}\ln(K)+a_{M}\ln(M)+b_{LL}\ln ^{2}(L)+b_{KK}\ln ^{2}(K)+b_{MM}\ln ^{2}(M)\\&{}\qquad \qquad +b_{LK}\ln(L)\ln(K)+b_{LM}\ln(L)\ln(M)+b_{KM}\ln(K)\ln(M)\\&=f(L,K,M).\end{aligned}}}
où {\displaystyle A} = productivité totale des facteurs, {\displaystyle L} = travail, {\displaystyle K} = capital, {\displaystyle M} = matériaux, and {\displaystyle Y} = production.

## Critiques
Le travail de Cobb et Douglas s'est vu adresser de nombreuses critiques contre la méthodologie statistique ou contre l'une ou l'autre lacunes et ce, dès la parution de leur article. Les critiques les plus importantes sont:
1. Ils n'ont pas tenu compte du progrès technologique qui a certainement dû modifier la relation entre les inputs et la production pendant l'intervalle 1899-1922[réf. souhaitée].
2. Il a été démontré, notamment par Franklin Fisher[4], que l'agrégation de fonctions de production élémentaires en une fonction de production globale n'est valide que dans des conditions restrictives. Cette critique concerne toutes les fonctions de production agrégées et donc l'usage de fonctions de production en macroéconomie. Cette critique est indépendante de la problématique de l'hétérogénéité du capital qui rend sa mesure impossible et qui est à l'origine de la controverse des deux Cambridges.
3. Comme l'ont remarqué Paul Samuelson[5], Herbert Simon[6] et E.H. Phelps-Brown notamment, la bonne tenue de la fonction de Cobb-Douglas dans les tests économétriques n'est pas significative car elle s'appuie sur une tautologie que l'équation masque à peine[7]. La forme de la fonction rend inévitable la bonne corrélation entre la répartition du revenu inférée et la répartition du revenu constatée empiriquement.